# Viêm gan
Viêm gan (hepatitis) là tổn thương tại gan với sự có mặt của các tế bào bị viêm trong mô gan. Tình trạng bệnh có thể là tự khỏi hoặc có thể phát triển tới việc gây sẹo tại gan. Viêm gan cấp tính là khi bệnh chỉ kéo dài dưới 6 tháng, còn viêm gan mãn tính là khi bệnh kéo dài hơn. Hầu hết các trường hợp tổn thương gan trên thế giới là do một nhóm các virus, được gọi là các virus viêm gan, như nhóm A, B, C gây ra. Viêm gan còn có thể là do chất độc (tiêu biểu là rượu,thức đêm làm việc trong môi trường căng thẳng), các nhiễm trùng khác, hoặc từ quá trình tự miễn dịch (autoimmune). Bệnh có thể diễn biến chỉ với các triệu chứng rất nhẹ hoặc không có triệu chứng và người bệnh không cảm thấy ốm. Người bệnh cảm thấy các triệu chứng khi bệnh làm ảnh hưởng đến các chức năng của gan, trong đó có loại bỏ các chất độc hại, điều tiết thành phần máu, và tiết dịch mật hỗ trợ tiêu hóa.